# Мадейра (острів)
О́стрів Маде́йра (порт. Ilha da Madeira, МФА: ['iʎɐ dɐ mɐdeiɾɐ]) — вулканічний острів у північній частині Атлантичного океану. Головний острів архіпелагу Мадейра. Володіння Португалії, автономного регіону Мадейра. Розташований біля північно-західного узбережжя Африки, на Африканській літосферній плиті. Адміністративний центр — Фуншал. Відкритий 1418 року португальським мореплавцем Жуаном Зарку в Добу великих географічних відкриттів. Європеїзований протягом наступних століть. Був важливим стратегічним пунктом португальців на морському шляху до Індійського океану. Відомий виробництвом мадери (мадейри), місцевого кріпленого вина. Має розвинену туристичну інфраструктуру: фешенебельні готелі, пляжі, тропічні ліси, водоспади. Батьківщина футболіста Кріштіану Роналду. Площа — 750,7 км². Найвища точка — гора Руйву (1862 м).

## Географія

### Загальна
Вулканічний за походженням, острів Мадейра лежить у Макаронезії приблизно за 660 км на захід від узбережжя Марокко та 420 км на північ від Канарських островів. Відстань до португальської столиці, — міста Лісабона, становить 980 км. Наближені географічні координати острова 32°44’ північної широти та 16°59’ західної довготи. Острів має грубо трапецієподібну форму і видовжений із заходу на схід, причому його максимальна довжина становить до 57 км, ширина — 27 км, із загальною площею 744,29 км². Найближчий заселений острів — Порту-Санту, віддаль до якого становить приблизно 42 км.
Крайні точки острова з позначенням відповідної географічної координати наведені у таблиці нижче:
| Розташування відносно сторін світу | Назва крайньої точки острова | Назва крайньої точки острова | Відповідна географічна координата |
| Розташування відносно сторін світу | українською мовою            | португальською мовою         | Відповідна географічна координата |
| ---------------------------------- | ---------------------------- | ---------------------------- | --------------------------------- |
| Північ                             | Понта-ду-Тріштау             | Ponta do Tristão             | 32º 52’ 14’’ пн. ш                |
| Південь                            | Понта-да-Круж                | Ponta da Cruz                | 32º 37’ 58’’ пн. ш                |
| Схід                               | Ільєу-ду-Фарол               | Ilhéu do Farol               | 16º 39’ 19’’ зх. д                |
| Захід                              | Понта-ду-Паргу               | Ponta do Pargo               | 17º 15’ 58’’ зх. д                |

### Геоморфологія

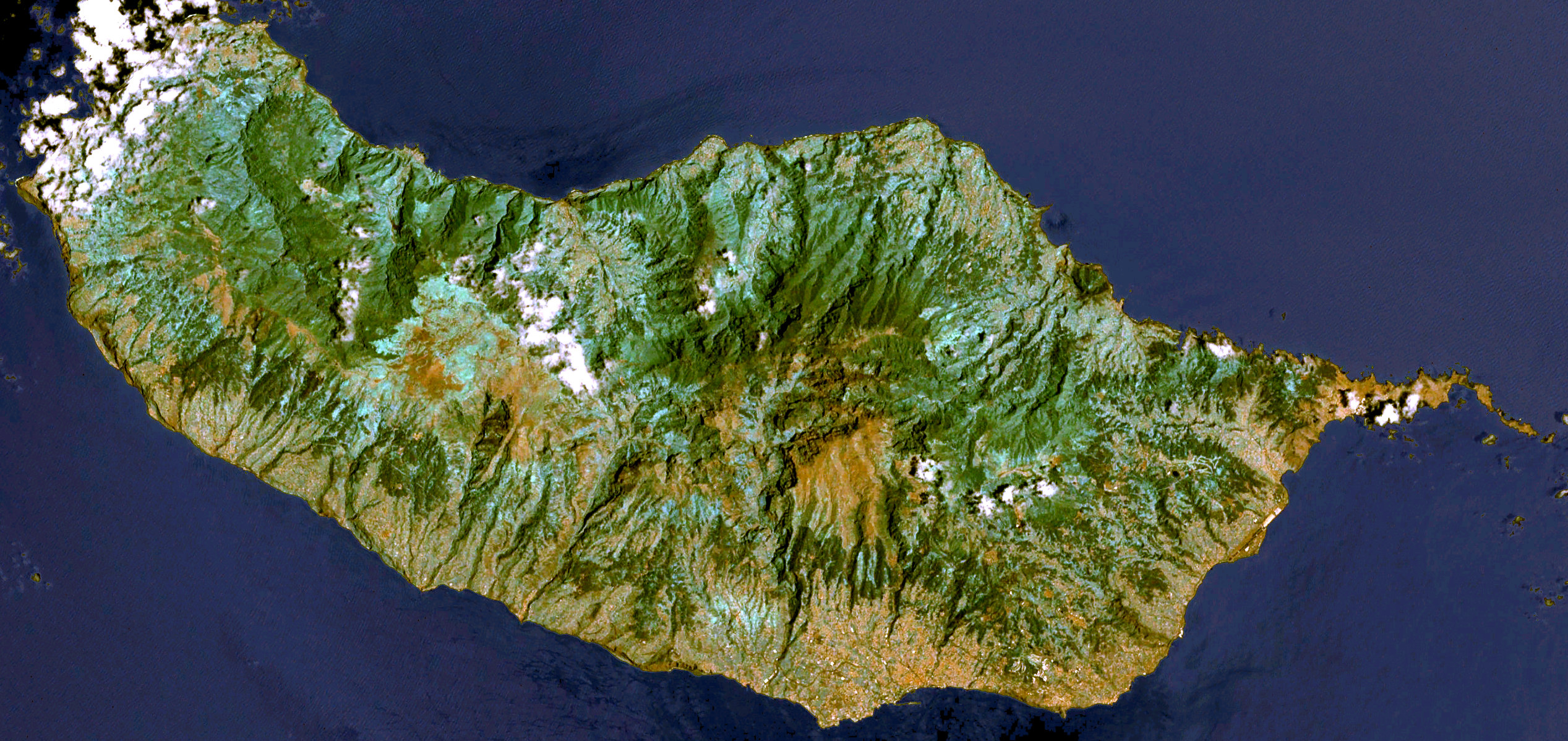
Супутниковий знімок острова. Фотографія NASA

В орографічному відношенні острів має досить стрімкі береги, хоча існують і понижені ділянки. По суті є верхньою точкою підводного хребта, розташованого на Африканській літосферній плиті. Вважається гарячою точкою, що пояснюється вулканічною природою його виникнення. Генезис архіпелагу, до якого належить острів Мадейра, бере свій початок ще у крейдовий період, приблизно 115 млн років тому. Вважається, що першим виник острів Порту-Санту в період міоцену, приблизно 8 млн років тому. Острів Мадейра є відносно молодшим, що виник у перехідний між міоценом та пліоценом період, приблизно 5 млн років тому. Рельєф острова Мадейра зазнав меншого впливу ерозійних процесів ніж це можна спостерігати у його сусіда — острова Порту-Санту. З початку свого виникнення і дотепер розрізняють п'ять основних фаз вулканічних процесів утворення острова Мадейра, видимих в різних його частинах:
- Формування бази, що характеризується значними виверженнями та вибухом матеріалу, яке завершилось близько 3 млн років тому;
- Формування периферійної частини, при якому спостерігалося значне сповільнення попередньої фази та утворення дайок і височин, що завершилось близько 740 тис. років тому;
- Формування зон високогір'я, що супроводжувалось вибухами тефри і утворенням скель заввишки від 400 до 900 м уздовж північного та південного берегів острова. Завершення цієї фази сталося близько 620 тис. років тому;
- Формування базальтів в районі Паул-да-Серра (порт. Paúl da Serra), що знаходиться у центрі західної частини острова на висоті близько 1500 м, що стало можливим завдяки геологічному розлому гори Біка-да-Кана (порт. Bica da Cana) близько 550 тис. років тому, — сьогодні це однойменна гора заввишки 1620 м;
- Нещодавні виверження вулкана, що практично визначили площу острова. Викиди магматичних мас також відносяться до цієї фази, що завершилось близько 6,5 тис. років тому.

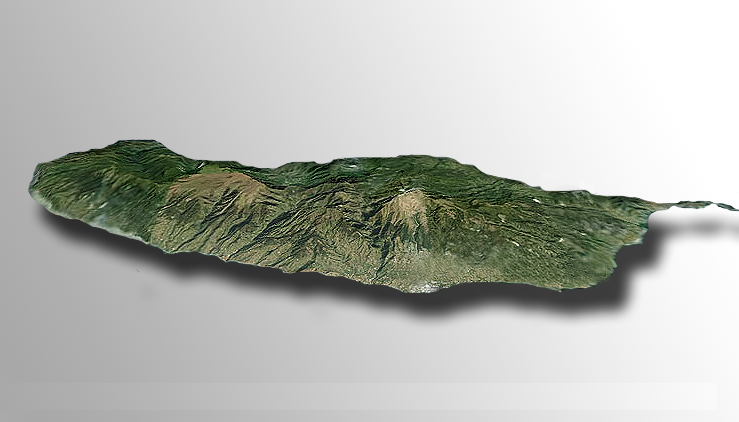
Тривимірне зображення острова

Отже, постійні вулканічні процеси у поєднанні з ерозією та тектонічними рухами, сформували рельєф острова Мадейра у його сучасному вигляді, що значно відрізняється від інших островів архіпелагу, орієнтація якого збігається з напрямком руху Африканської літосферної плити.
Загальна довжина узбережжя острова становить близько 160 км, а його середня висота перевищує позначку 1300 м над рівнем моря. Найвищою його точкою є гора Руйву, висота якої становить 1862 м. Крім того, острів має ще дві вершини, висота яких перевищує 1800 метрів: Піку-даш-Торреш (1850 м) та Піку-ду-Аріейру (1818 м).

### Клімат
Особливістю регіонального клімату Мадейри є зміна кліматичних умов з півночі на південь — за своєю географічною широтою для більшої частини території острова характерний м'який океанічний субтропічний клімат, проте крайній його південь має деякі елементи тропічного клімату, а крайня північ — помірного. Крім того, на острові виділяють декілька мікрокліматів, що зумовлено його характерним рельєфом та напрямком вітрів.
Середні місячні температури у південній прибережній смузі, де зосереджена більшість острівного населення, перевищують 20 °C; на острові ніколи не буває спекотно — максимальна температура у літні місяці рідко сягає 33 °C. Середня температура морської води визначається Гольфстримом і коливається від 18 °C у зимові місяці до 22 °C — у літні. Переважні вітри із заходу на північ взимку, та північно-західні — влітку. Режим опадів дуже різний для різних частин острова: на південному сході середня кількість опадів становить близько 500 мм і менше на рік, а дощі випадають вкрай нерегулярно, на північному узбережжі — перевищує 2000 мм.
Середні кліматичні показники міста Фуншала за місяцями наведені у таблиці нижче:
| Клімат Фуншал                              | Клімат Фуншал | Клімат Фуншал | Клімат Фуншал | Клімат Фуншал | Клімат Фуншал | Клімат Фуншал | Клімат Фуншал | Клімат Фуншал | Клімат Фуншал | Клімат Фуншал | Клімат Фуншал | Клімат Фуншал | Клімат Фуншал |
| Показник                                   | Січ.          | Лют.          | Бер.          | Квіт.         | Трав.         | Черв.         | Лип.          | Серп.         | Вер.          | Жовт.         | Лист.         | Груд.         | Рік           |
| Абсолютний максимум, °C                    | 25,5          | 27,0          | 30,5          | 32,6          | 34,2          | 34,7          | 37,7          | 38,5          | 38,4          | 34,1          | 29,5          | 25,9          | 38,5          |
| Середній максимум, °C                      | 19,7          | 19,7          | 20,4          | 20,6          | 21,6          | 23,4          | 25,1          | 26,4          | 26,4          | 24,9          | 22,6          | 20,7          | 22,6          |
| Середня температура, °C                    | 16,7          | 16,6          | 17,2          | 17,5          | 18,6          | 20,6          | 22,2          | 23,2          | 23,2          | 21,8          | 19,6          | 17,9          | 19,6          |
| Середній мінімум, °C                       | 13,7          | 13,4          | 13,9          | 14,4          | 15,6          | 17,7          | 19,2          | 20,0          | 20,0          | 18,6          | 16,6          | 15,0          | 16,5          |
| Абсолютний мінімум, °C                     | 8,2           | 7,4           | 8,1           | 9,8           | 9,7           | 13,2          | 14,6          | 16,4          | 16,6          | 13,4          | 9,8           | 6,4           | 6,4           |
| Середня кількість сонячних годин на місяць | 167,4         | 171,1         | 204,6         | 225,0         | 213,9         | 198,0         | 244,9         | 260,4         | 225,0         | 204,6         | 168,0         | 164,3         | 2447,2        |
| Норма опадів, мм                           | 74.1          | 83.0          | 60.2          | 44.0          | 28.9          | 7.2           | 1.6           | 2.0           | 32.9          | 89.5          | 88.8          | 115.0         | 627.2         |
| Днів з опадами                             | 12            | 10            | 9             | 8             | 6             | 3             | 1             | 2             | 6             | 9             | 10            | 13            | 87            |
| ------------------------------------------ | ------------- | ------------- | ------------- | ------------- | ------------- | ------------- | ------------- | ------------- | ------------- | ------------- | ------------- | ------------- | ------------- |

### Флора й фауна

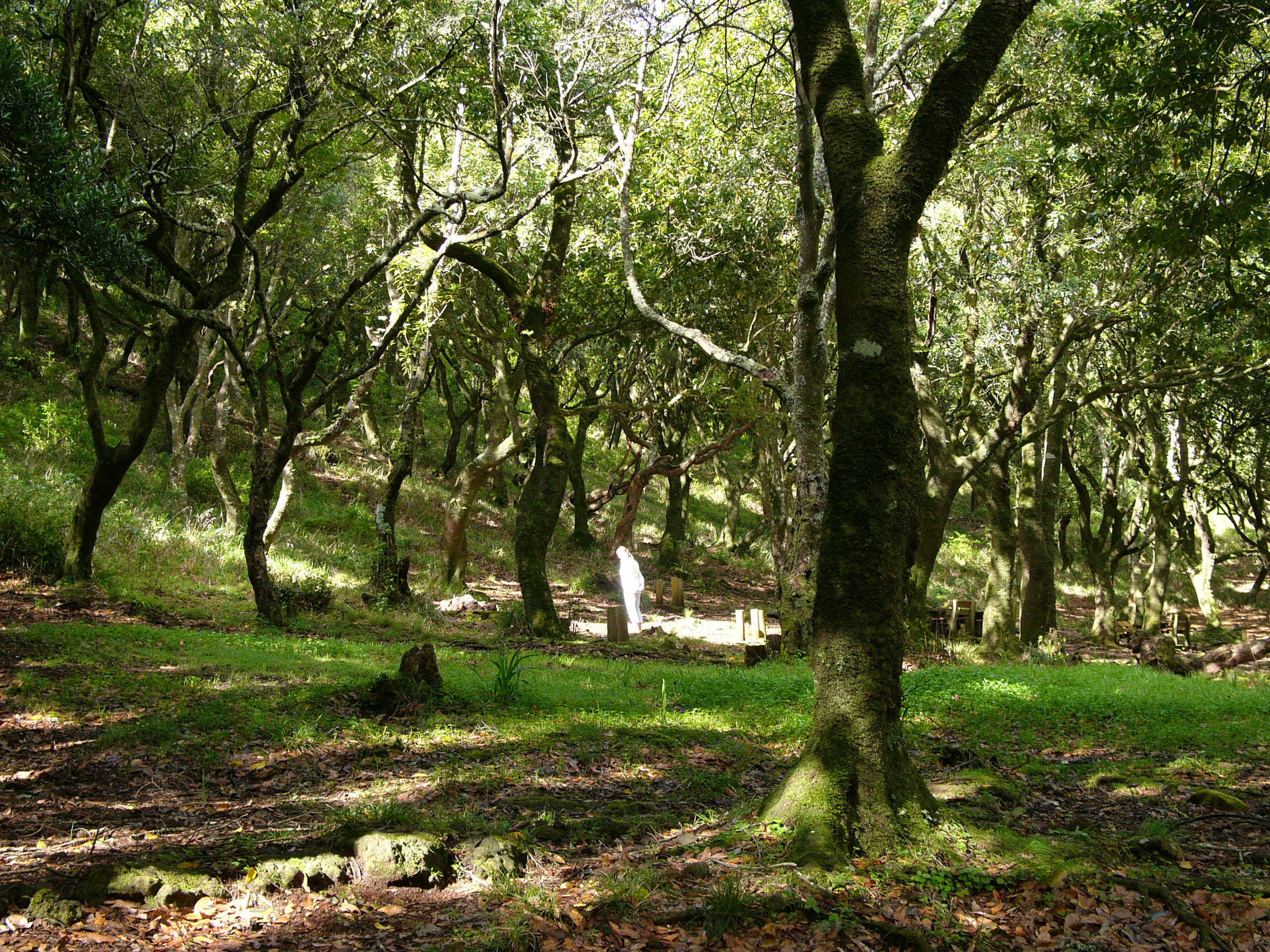
Типовий деревостій лаврових лісів

Рослинність острова Мадейри є дуже багатою і різноманітною за видовим складом, багато в чому унікальна, містячи чимало ендемічних видів. Приблизно 15 тис. га у різних частинах острова є лавровими лісами, що становить 20 % усієї площі острова. Ці реліктові тропічні ліси за видовим складом представлені деревами родини лаврових та зростають на висоті від 300 до 1400 метрів над рівнем моря у північній частині острова, від 700 до 1600 — у південній. Вважається, що близько 90 % є незайманими лісами, які є унікальними ареалами для численних раритетних, реліктових та ендемічних видів рослин: мохоподібних, папоротеподібних і покритонасінних, а також безхребетних видів тварин. Ендеміки включають 66 видів судинних рослин і мадейрського голуба, що послужило однією з причин того, що у 1999 році цей ліс було оголошено світовою спадщиною ЮНЕСКО.

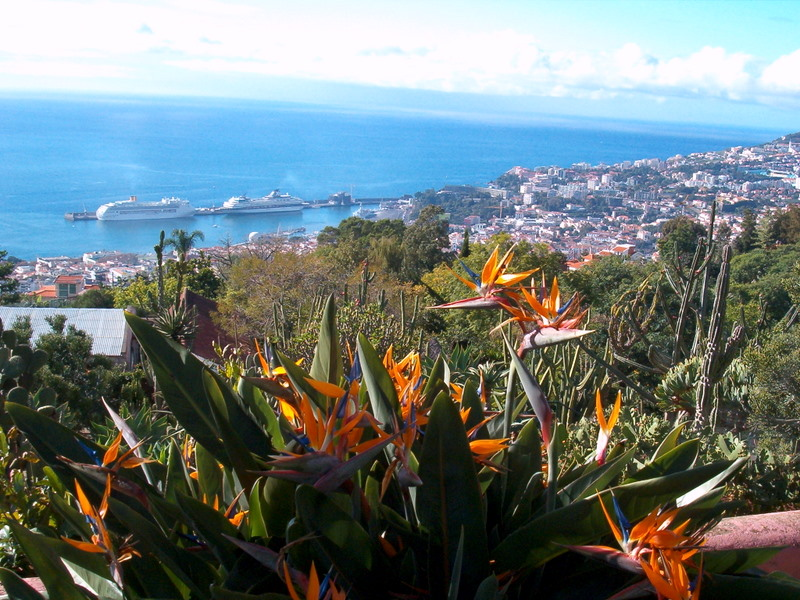
Вигляд на Фуншал крізь стрелітції

Упродовж багатьох років лаврові ліси вважали єдиним корінним типом лісу на острові, проте нещодавні дослідження показують наявність п'яти корінних типів лісових угрупувань на Мадейрі (за латинською назвою домінуючого виду): Olea maderensis, Apollonias barbujana, Ocotea foetens, Persea indica, Erica arborea.
Загальна ж кількість представників судинних рослин на острові становить 1226 видів, включаючи корінні та інтродуковані види, причому 123 є ендемічними.
Крім того, на острові є значна кількість парків і садів, в яких зростає чимала кількість видів рослин, завезених сюди з різних континентів світу. Проте головним ботанічним садом є розташований у північній частині Фуншала Ботанічний сад Мадейри (порт. Jardim Botânico da Madeira), що захоплює відвідувачів своєю розкішною рослинністю. Цей сад вражає своїми гармонійними формами та рідкісними кольоровими контрастами, а розташування його алей дозволяє відвідувачам насолоджуватись одночасно морським узбережжям міста та оточуючими його пагорбами. На території ботанічного саду зростає понад 2 тис. екзотичних видів рослин. З 2005 року сад має станцію канатної дороги, час проїзду по якій до центру Фуншала становить близько 7 хвилин. Іншими важливими садами є Тропічний сад «Монте-Паласе» (порт. Jardim Tropical Monte Palace) та Муніципальний сад Фуншала, де зібрані найгарніші екземпляри острівної флори.

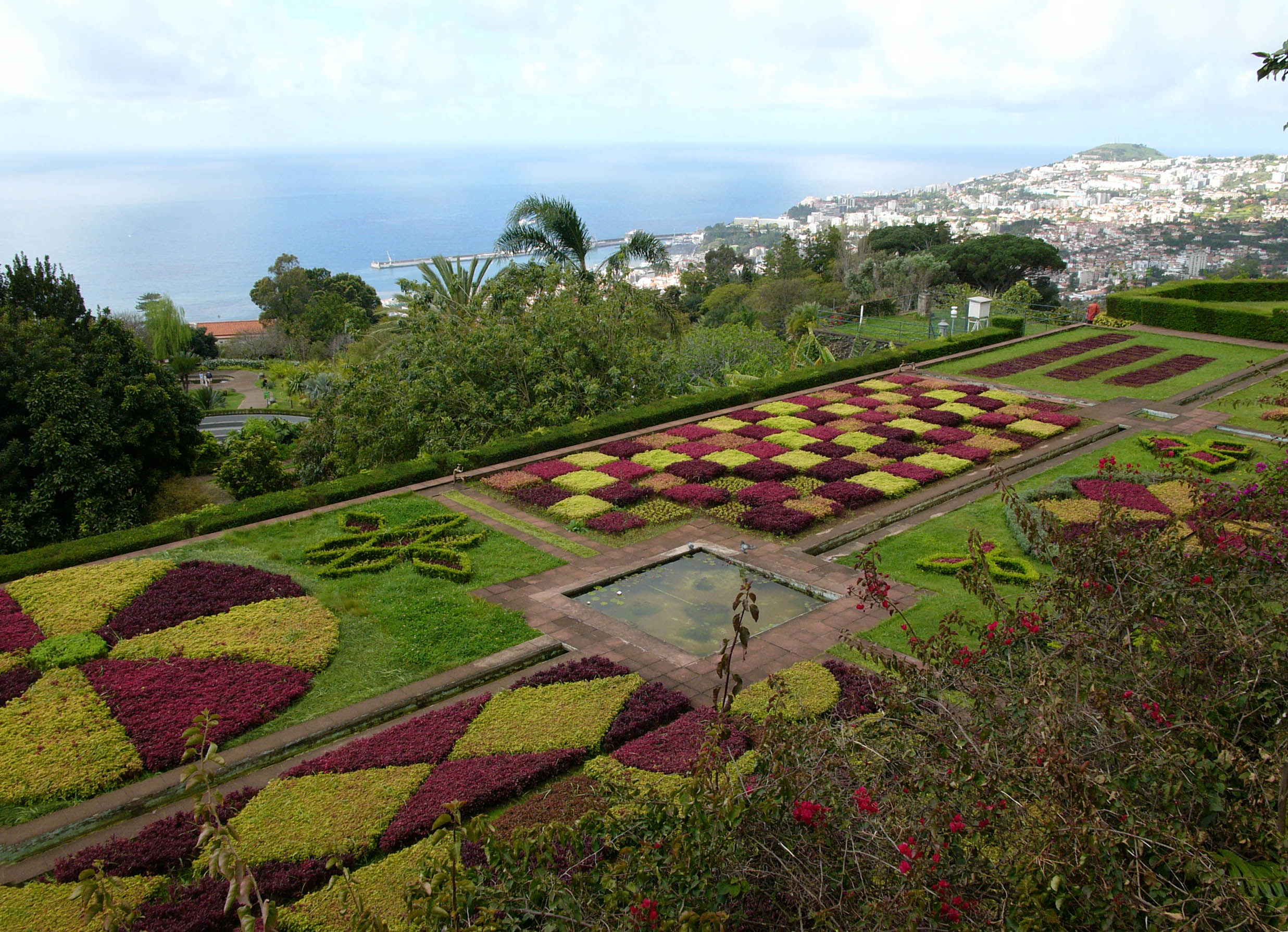
Ботанічний сад Мадейри

Поєднання тропічних і середземноморських видів рослин визначає смарагдово-зелений колір острова, де протягом усього року можна спостерігати за цвітінням орхідей, стрелітцій, антурій, магнолій і азалій серед багатьох інших видів квітів.
Тваринний світ Мадейри умовно поділяють на три групи: наземну, узбережну та морську фауну. В свою чергу, в залежності від фізичної структури, глибини та інших характеристик, узбережна фауна заселяє 4 зони. Одним з найважливіших представників птахів є згаданий вище голуб Columba trocaz, що вважається емблемою лаврових лісів. Найпредставленішим класом наземної фауни Мадейри є комахи, що складають близько 75 % усього її видового складу, причому 20 % з них є ендеміками для острова. Наземні молюски нараховують 31 родину з 291 видом.

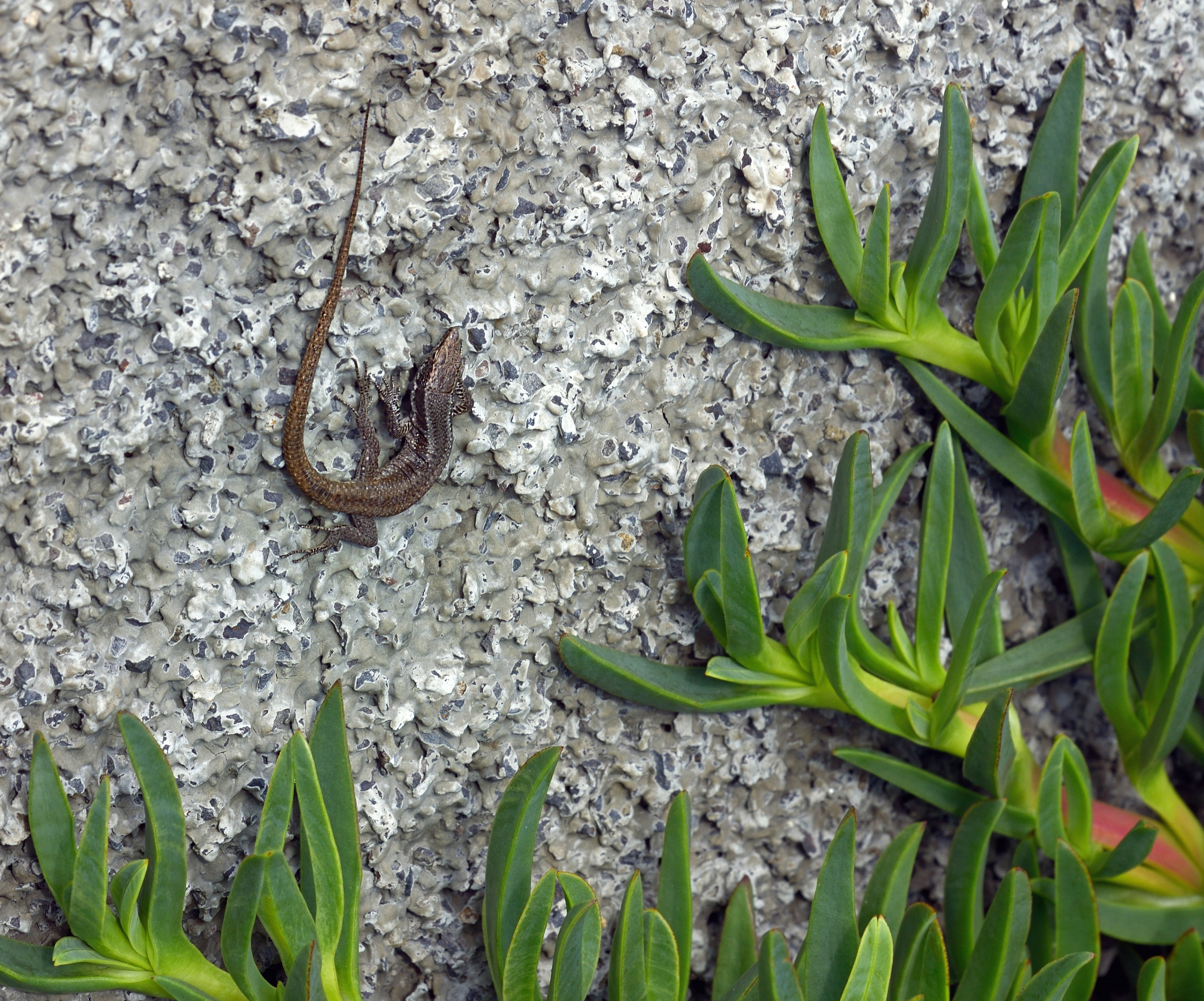
Мадейріанська ящірка

В узбережній фауні наземної зони, що є перехною між суходолом і морем, домінують деякі ракоподібні, ящірки, комахи та птахи, а також ціанобактерії, поліхети. Інші три зони узбережної фауни представлені значним видовим різноманіттям риб. Мілкі води заселені представниками родини бичкових. На глибині понад 15 метрів, де починає відчуватись відсутність фотосинтезуючих водоростей, з'являються види харектерні для рухомих субстратів, що складаються з відкладів органічного походження, — вугроподібні, скати та інші пластинозяброві (Elasmobranchii), а також безхребетні. На деяких ділянках морського дна домінують вапнякові водорості, що становлять ареал пагрів (Pagrus pagrus) та інших окунеподібних.
Морська фауна острова багато в чому схожа на свій середземноморський відповідник, що пояснюється географічним розташуванням Мадейри на майже однаковій з Гібралтарською протокою широтою. Проте і тут виділяють притаманні лише цьому острову види, зокрема риба-шабля чорна (Aphanopus carbo), риба-ящірка (Macrouridae) та деякі представники ряду черепахових. Виділяють також китоподібних та тюленя-монаха (Monachus monachus).

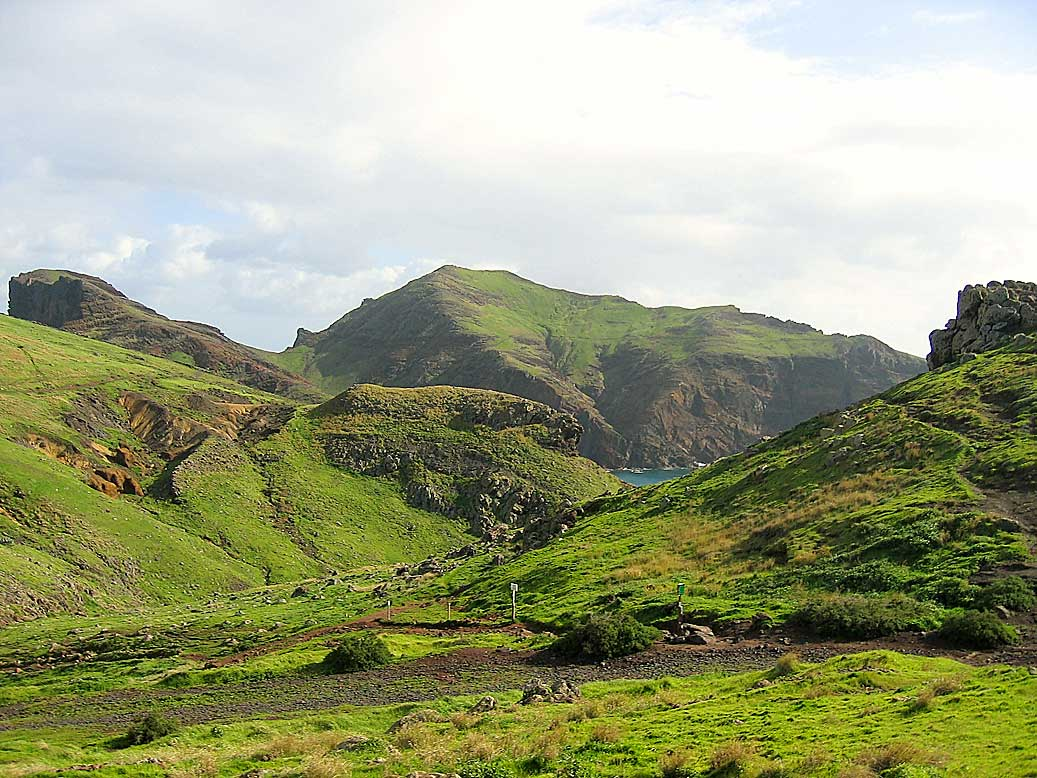
Панорама природного заповідника «Понта-де-Сан-Лоуренсу»

Приблизно 2/3 площі острова має статус природоохоронної території. Починаючи з 1982 року Регіональним урядом Мадейри було утворено один природний парк і три природних заповідники. Природний парк Мадейри (порт. Parque Natural da Madeira) було утворено у 1982 році і він є найбільшим за площею на острові. Крім лаврових лісів, до його складу входять і інші природні комплекси та лісові екосистеми. Частковий природний заповідник «Гаражау» (порт. Reserva Natural Parcial do Garajau) було утворено у 1986 році і він є єдиним в Португалії морським заповідником. В акваторії заповідника «Гаражау» можна спостерігати за екзотичними рибами великих розмірів, як наприклад Epinephalus guaza. Це заняття є вельми популярним серед любителів підводного фотографування. Природний заповідник «Роша-ду-Навіу» (порт. Reserva Natural da Rocha do Navio), що знаходиться в Сантані (північна частина острова), було утворено у 1997 році з ініціативи місцевого населення. Він включає прибережну територію, що є потенційним ареалом тюленя-монаха, якого місцеве населення називає «морським вовком», а також невеликий острівець, на скелях якого зростають рідкісні для Макаронезії види рослин. На території крайнього сходу острова знаходиться природний заповідник «Понта-де-Сан-Лоуренсу» (порт. Reserva Natural da Ponta de S. Lourenço), створення якого припадає на 1982 рік. У цьому заповіднику можна побачити ендемічні види флори й фауни, а також відвідати так званий центр довкільного виховання.

## Історія

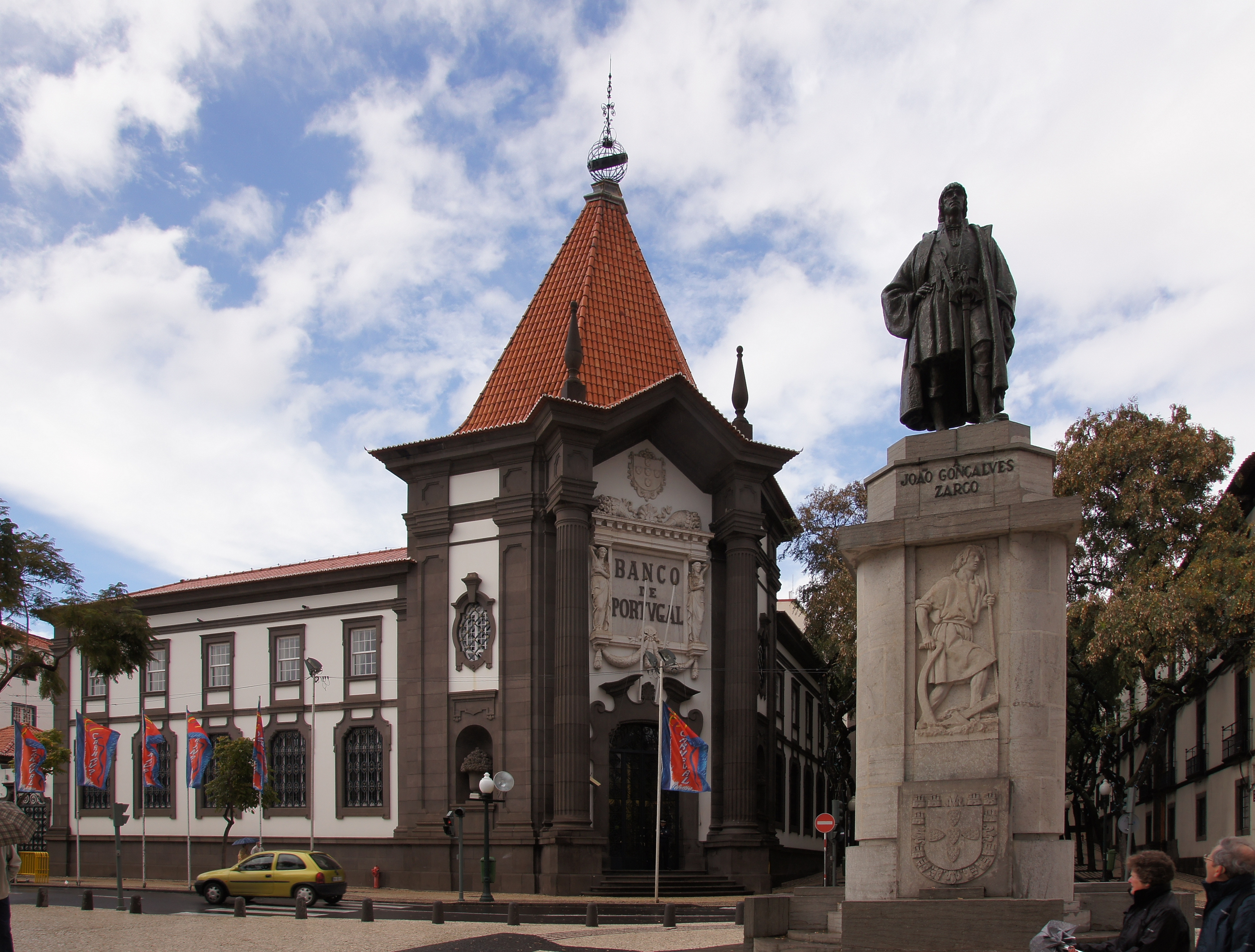
Пам'ятник Жуану Зарку в Фуншалі.

Є різні думки щодо часу відкриття острова. Деякі історики вважають, що острів був відомий стародавнім римлянам ще задовго до прибуття португальських мореплавців. Тоді Мадейра разом із сусіднім островом Порту-Санту називалися Пурпуровими островами. Такі твердження ґрунтуються не тільки на мапах, але і на літературних джерелах. Зокрема, у праці 1348—1349 років Libro del Conocimiento іспанською мовою острови архіпелагу були названі Leiname, Diserta, Puerto Santo.
Позначення островів архіпелагу Мадейра з їх поточними назвами з'являються на деяких середньовічних картах вже в XIV столітті — зокрема їх зображено в Атласі Медічі 1351 року, на Портолані братів Піццингані 1367 року і в Атласі Корбітіс, складеному біля 1400 року. Вочевидь, якісь випадкові мореплавці вже стикались з цими островами в морі і повідомлення про це стали відомі картографам.
Тим не менш, офіційною датою відкриття архіпелагу вважається 1418 рік, коли португальці Жуан Гонсалвіш Зарку та Тріштан Ваш Тейшейра, потрапивши у шторм під час дослідження берегів Західної Африки, спочатку випадково відкрили острів Порту-Санту, а вже наступного — 1419 року дісталися і острова Мадейри. Відразу помітивши потенціал та стратегічне значення острова, 1425 року з ініціативи португальського принца Енріке Мореплавця було розпочато його колонізацію. Починаючи з 1440 року на острові запроваджується режим військової комендатури з центром у Машіку, а вже за 10 років і в Фуншалі.
Прибулих на острів перших колоністів супроводжували їхні сім'ї, а також невеликі групи знаті, що складалися з близького оточення капітанів та колишніх в'язнів Португальської імперії. Спочатку ведення сільського господарства було дуже ускладнене наявністю густого тропічного лісу, так званої лаурісілви (порт. laurissilva), — що цілком виправдовує ім'я острова, яке в перекладі на українську мову означає «ліс, деревина». Для створення мінімальних умов і угідь довелося вирубувати певну частину лісів. Деякі джерела вказують, що тропічний ліс було знищено вогнем. Крім того, оскільки водні ресурси острова розподілені дуже нерівномірно, довелося будувати примітивну систему водопостачання, так звані «левадаш» (порт. levadas), — вузькі тераси з канавами, якими вода збігала з гір до плантацій. Загальна довжина цієї мережі перевищує 1400 км. На початку риба та городина становили основу харчування місцевого населення, оскільки вирощування зернових не мало успіху.
Тим часом, на зміну невдалим спробам вирощування зернових культур, за ініціативи принца Енріке Мореплавця, на острові впроваджується цукрова тростина, — рідкісна в Європі, через що було заохочено переїзд з Сицилії декількох фахівців, що спеціалізувалися на цій важливій культурі. Невдовзі, після успішного початку виробництва цукру на острові оселяються купці євреї, генуезці та португальці, а місцева економіка починає свій динамічний розвиток у торговельному відношенні. Обсяги виробництва цукру зростали настільки швидко, що незабаром виникла гостра необхідність у залученні додаткової робочої сили. Так, для задоволення цієї потреби було завезено темношкірих рабів з Канарських островів, Марокко і Мавританії, а пізніше і з інших регіонів Африки.
Розвиток цукрової промисловості продовжувався аж до XVII століття, коли на острові було винайдено процес одержання мадери — вина кольору чаю зі слабким гіркуватим смаком і підвищеним вмістом спирту, яке отримують в результаті так званої мадеризації (термічної обробки). Цей продукт поступово став не тільки найважливішою статтею експорту острова, але і його символом у всьому світі, у той час як виробництво цукрової тростини в Португальській імперії було перенесене до Бразилії та Сан-Томе і Принсіпі.
Острів з його головним морським портом у місті Фуншалі набули важливого стратегічного значення практично відразу після відкриття, — завдяки своєму вигідному географічному розташуванню він став проміжним пунктом на шляху славетних португальських каравел, що курсували водами Атлантичного океану починаючи з XV століття. Неодноразово на Мадейрі та на сусідньому острові Порту-Санту зупинявся Христофор Колумб, спочатку у комерційних цілях пов'язаних з торгівлею цукром, а згодом під час своєї третьої подорожі до Америки у 1498 році. У місті Фуншалі на честь цього іспанського мореплавця встановлено пам'ятник, а на острові Порту-Санту, де він одружився з дочкою тамтешнього військового коменданта, його власний будинок перероблено на музей.

## Населення
Острів має шість міст — Камара-де-Лобуш, Канісу, Машіку, Санта-Круж, Сантана та Фуншал, причому найбільшим населеним пунктом за кількістю мешканців є останній, — столиця автономії, з кількістю мешканців близько 130 тис. осіб (разом з передмістями), що знаходиться на південному узбережжі острова. Усього на острові мешкає 240 537 осіб, при середній густоті населення близько 325 осіб/км² (станом на 2001 рік). 75 % від загальної кількості населення острова зосереджено у прибережній смузі, головним чином на його південному узбережжі.
Кількість іммігрантів, що легально проживають в автономії, за попередніми даними Міграційної служби Португалії станом на 2007 рік становила 7 222 осіб, у тому числі 950 українців.

### Муніципалітети

Територіальний устрій острова.

Острів поділяється на 10 муніципалітетів. Список муніципалітетів острова Мадейри в наведеній нижче таблиці подається в алфавітному порядку.
1. Кальєта
2. Камара-де-Лобуш
3. Машіку
4. Понта-ду-Сол
5. Порту-Моніш
6. Рібейра-Брава
7. Сан-Вісенте
8. Санта-Круш
9. Сантана
10. Фуншал

## Економіка та господарство

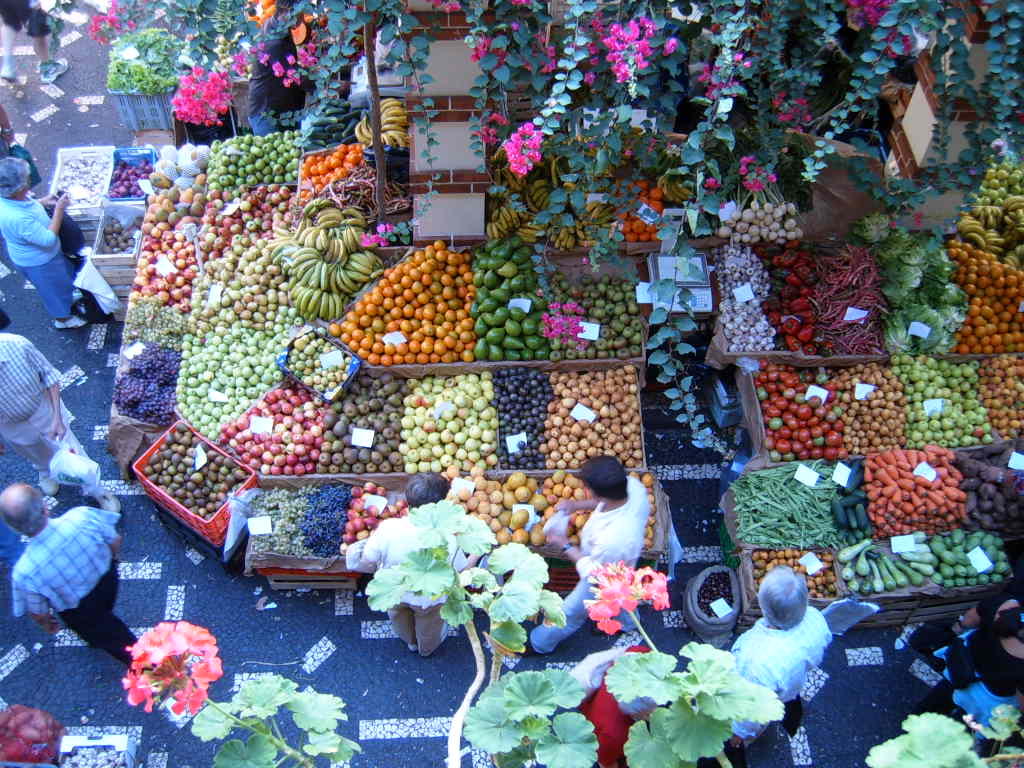
Ринок «Лаврадор» у Фуншалі відомий тропічними фруктами

З набуттям регіоном статуту автономії у 1976 році, острів отримав значні економічні та податкові пільги. Крім відносно низького податку на додану вартість, який на острові становить лише 15 % (для порівняння — у континентальній частині країни ПДВ дорівнює 20 %), Мадейра є винятковою економічною зоною Португалії, що робить її надзвичайно привабливою для інвестицій. З середини XX століття на острові спостерігається чітка тенденція зростання частки третинного сектору економіки, що насамперед представлений туризмом і послугами.

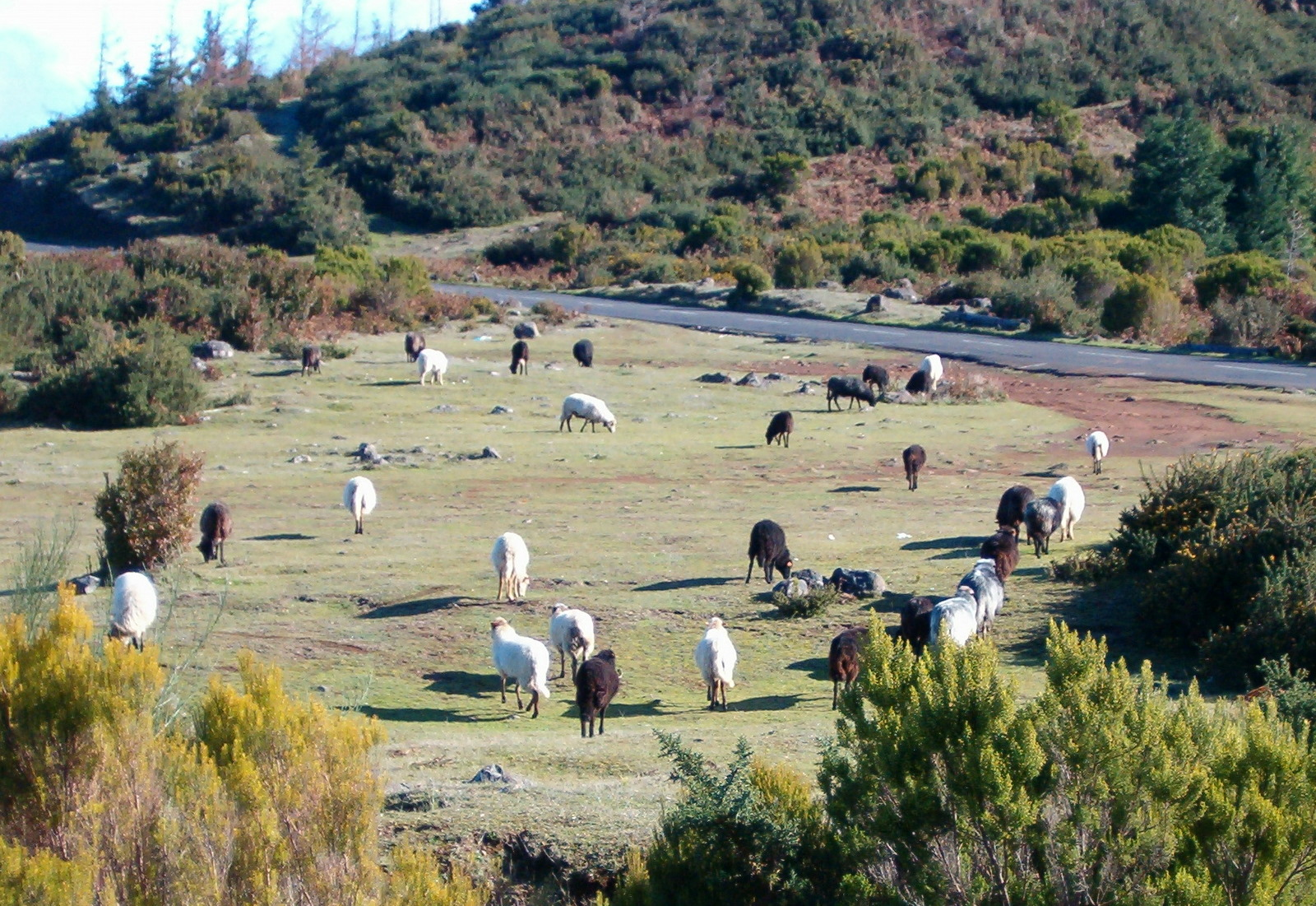
Пасовище у високогір'ї острова

Проте сільське господарство продовжує займати важливе значення у розвитку острівної економіки. Ґрунти острова, що є переважно суглинками вулканічного походження, кислуватими за реакцією, з високим вмістом гумусу, магнію та заліза, з середнім вмістом фосфору і відносно бідними на калій, разом з м'яким кліматом обумовлюють відносно високу врожайність сільськогосподарських угідь. Крім того, більшість виноградних угідь є природними схилами з нахилом понад 25 %. Ці та інші характеристики обумовлюють специфіку виробництва вина на острові, що у 2006 році склало 5,12 млн літрів.
Врожай основних фруктових культур на Мадейрі у 2007 році становив 1368 тон. Загальні показники врожаїв основних овочевих і фруктових культур приведені у таблиці нижче:
| Врожаї основних сільськогосподарських культур острова Мадейри    | Врожаї основних сільськогосподарських культур острова Мадейри | Врожаї основних сільськогосподарських культур острова Мадейри | Врожаї основних сільськогосподарських культур острова Мадейри | Врожаї основних сільськогосподарських культур острова Мадейри | Врожаї основних сільськогосподарських культур острова Мадейри |
| Назви культур                                                    | Врожаї, тон                                                   | Назви культур                                                 | Врожаї, тон                                                   | Назви культур                                                 | Врожаї, тон                                                   |
| ---------------------------------------------------------------- | ------------------------------------------------------------- | ------------------------------------------------------------- | ------------------------------------------------------------- | ------------------------------------------------------------- | ------------------------------------------------------------- |
| Картопля                                                         | 1200                                                          | Груші                                                         | 87                                                            | Маракуя                                                       | 13                                                            |
| Банани                                                           | 500                                                           | Лимони                                                        | 87                                                            | Ківі                                                          | 11                                                            |
| Батат                                                            | 400                                                           | Кукурудза                                                     | 80                                                            | Ріпа                                                          | 10                                                            |
| Яблука                                                           | 195                                                           | Салат                                                         | 65                                                            | Сливи                                                         | 10                                                            |
| Квасоля                                                          | 165                                                           | Каштани їстівні                                               | 64                                                            | Боби                                                          | 9                                                             |
| Капуста                                                          | 155                                                           | Цибуля                                                        | 52                                                            | Персики                                                       | 6                                                             |
| Цукрова тростина                                                 | 135                                                           | Морква                                                        | 50                                                            | Перець овочевий                                               | 4                                                             |
| Помідори                                                         | 130                                                           | Ямс                                                           | 32                                                            | Полуниці                                                      | 3                                                             |
| Апельсини                                                        | 114                                                           | Черешні                                                       | 22                                                            | Дині                                                          | 2                                                             |
| Аннона                                                           | 104                                                           | Гарбузи                                                       | 20                                                            | Папая                                                         | 2                                                             |
| Ананаси                                                          | 88                                                            | Мандарини                                                     | 14                                                            | Кавуни                                                        | 1                                                             |
| Дані Регіонального управління статистики Мадейри, дані 2007 року |                                                               |                                                               |                                                               |                                                               |                                                               |

У високогір'ї острова є значна кількість пасовищ, що обумовлює виробництво молочних продуктів і м'яса — у 2004 році виробництво останнього склало 4,061 тис. тон.
Рибальство Мадейри спеціалізується переважно на вилові тунця і риби-шаблі (Trichiurus lepturus).
У вторинному секторі економіки острова виділяють традиційні ремесла, що насамперед представлені виробами з лози й іншими сувенірами, а також вишиванками й декоративними килимами. Головними промисловими центрами Мадейри є Фуншал, Камара-де-Лобуш, Санта-Круж і Машіку, в яких сконцентрована більшість підприємств острова, зокрема з виробництва макаронів, цукру, м'ясомолочної продукції, а також цементу.
Енергопостачання острову цілком базується на місцевих малих гірських гідроелектростанціях, та вітрогенераторах.

## Туризм і дозвілля

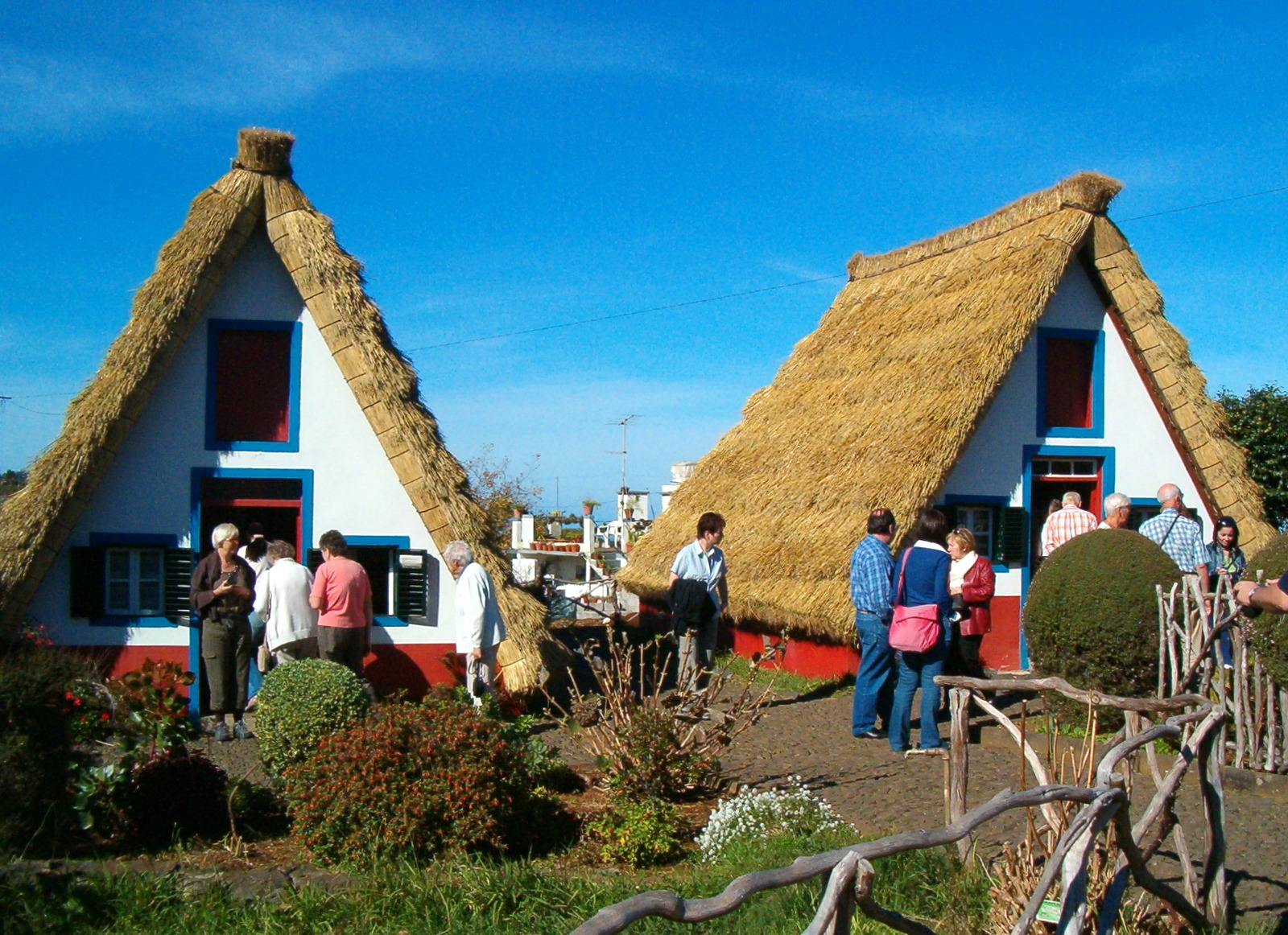
Популярні серед туристів трикутні будиночки в Сантані.

Туристична індустрія Мадейри сьогодні є найважливішим сектором її економіки. Особливе зростання кількості туристів на Мадейрі почалося з 1964 року, коли на острові було побудовано міжнародний аеропорт неподалік міста Санта-Круж. 2006 року територію автономії відвідали близько 908 тис. туристів, з яких 94,9 % зупинились на острові Мадейрі. В абсолютних показниках це становить майже 862 тис. осіб. Середня тривалість перебування туриста в автономії становить 6,3 ночей, при загальній кількості готельних закладів 196. Більшість з готелів розташована на території муніципалітетів Фуншала і Санта-Круж — 66,6 % і 14,8 % відповідно. За країною походження переважають туристи з Великої Британії — 29,1 %, далі німці (28,6 %), португальці (14,3 %), французи (5,4 %), іспанці (4,9 %), фіни (3,9 %) та усі інші (28,0 %). Основними видами відпочинку для іноземців є екологічний туризм, підводне плавання, спортивна риболовля, культурний туризм, плавання на яхті. Крім того, на острові діє казино, акваріум та два гольфових поля на 18 і 27 лунок відповідно.
Громадянам Європейського Союзу та країн, з якими Португалія має відповідну угоду, дозволяється безвізове перебування на острові терміном до 90 днів. Усім іншим необхідно мати в'їзну шенгенську візу, зворотний квиток та паспорт, термін дії якого закінчується не раніше, ніж через три місяці.
У більшості муніципалітетів острова, а також у міжнародному аеропорту «Мадейра», діють туристично-інформаційні центри, в яких безкоштовно можна отримати інформацію, мапи та брошури:
| Назва           | Назва та адреса португальською мовою                                                                                                |
| --------------- | --- |
| Авеніда-Арріага | Posto de Turismo da Avenida Arriaga, Avenida Arriaga nº16, 9004-519 Funchal                                                         |
| Аеропорт        | Posto de Turismo do Aeroporto, Santa Catarina de Baixo, 9100 Santa Cruz                                                             |
| Камара-де-Лобуш | Posto de Turismo de Câmara de Lobos, Rua Padre Clemente Nunes Pereira, Casa da Cultura de Câmara de Lobos, 9300-116 Câmara de Lobos |
| Канісу          | Posto de Turismo do Caniço, 9125 Caniço de Baixo                                                                                    |
| Лугар-де-Байшу  | Posto de Turismo do Lugar de Baixo, Centro de Observação de Natureza, Lagoa Lugar de Baixo, 9360-119 Ponta do Sol                   |
| Машіку          | Posto de Turismo de Machico, Forte Nossa Senhora do Amparo, 9200 Machico                                                            |
| Монументал-Ліду | Posto de Turismo Monumental Lido, Centro Comercial Monumental Lido, Estrada Monumental, 284, 9000-100 Funchal                       |
| Порту-Моніж     | Posto de Turismo do Porto Moniz, Vila do Porto Moniz, 9270 Porto Moniz                                                              |
| Рібейра-Брава   | Posto de Turismo da Ribeira Brava, Forte de São Bento, 9350 Ribeira Brava                                                           |
| Сантана         | Posto de Turismo de Santana, Sitio do Serrado, 9230 Santana                                                                         |

## Транспорт

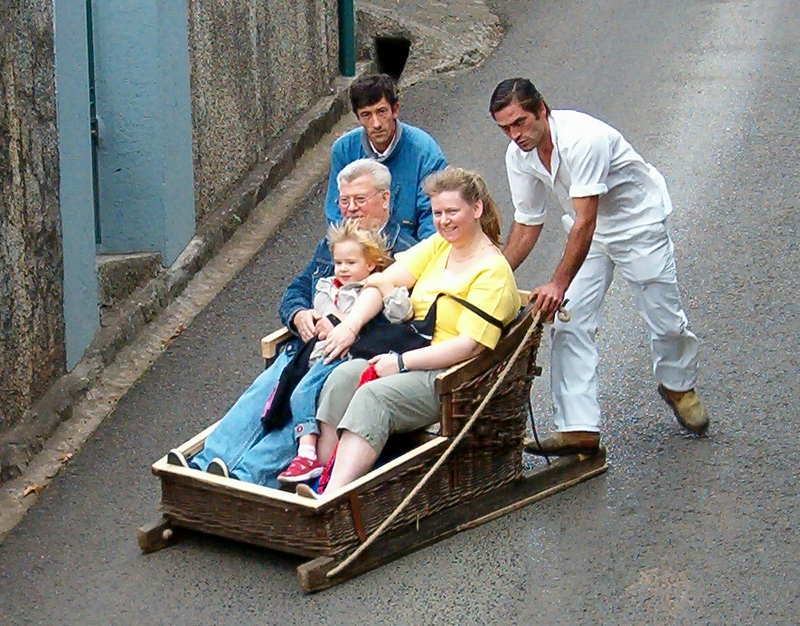
Традиційний плетений кошик-сани «карру де сешту» у Фуншалі

Мадейра має досить розвинену транспортну систему, причому основний пасажиропотік проходить через муніципалітети Фуншалу і Санта-Круж. Протягом останніх десяти років були побудовані сучасні автомобільні дороги, значна частина яких є тунелями та естакадами. Острів має зручну мережу громадського міського транспорту, а також повітряне та морське сполучення з Португалією та іншими країнами світу. При внутрішніх перевезеннях дуже популярним є автобусний транспорт, а також таксі.
Важливу роль у сполученні острова з континентальною частиною країни відіграє побудований у 1964 році міжнародний аеропорт, який у 2000 році зазнав реконструкції злітно-посадкової смуги, значна частина якої є естакадного типу. Час польоту між островом і Лісабоном становить близько 90 хвилин. Основні авіаперевізники: Austrian Airlines, British Airways, EasyJet, TAP Portugal серед інших.
Морське пасажирське сполучення переважно здійснюється з Канарськими островами, континентальною Португалією та сусіднім островом Порту-Санту. Час плавання з Фуншала до останнього займає близько 2 годин 15 хвилин, а вартість квитка для дорослих без пільг в обидва кінці становить 51,80 або 60,10 євро в залежності від сезону.
Наразі залізничний транспорт на острові відсутній. Єдина залізнична лінія, що існувала на острові з 1893 року і з'єднувала місто Фуншал з його північними передмістями, була дезактивована у 1943 році.
Традиційним транспортом Фуншала з 1850 року вважаються плетені кошики-сани або «карру де сешту» (порт. Carro de Cesto). Пересувається «карру де сешту» ковзанням за допомогою двох чоловіків, що штовхають кошик-сани вниз по вулиці (див. зображення). Швидкість пересування може сягати 48 км/год, а загальний час проїзду становить 10 хвилин. Сьогодні «карру де сешту» є дуже популярним серед туристів. Вартість проїзду в ньому становить 25 євро і не залежить від кількості пасажирів (максимум двоє дорослих).
Іншими видами транспорту на острові, популярними серед туристів, є п'ять канатних доріг, а також аеростат, що знаходиться в гавані Фуншала. Популярним серед туристів є прогулянковий гелікоптер, проте це задоволення є досить дорогим.

## Архітектура і музеї

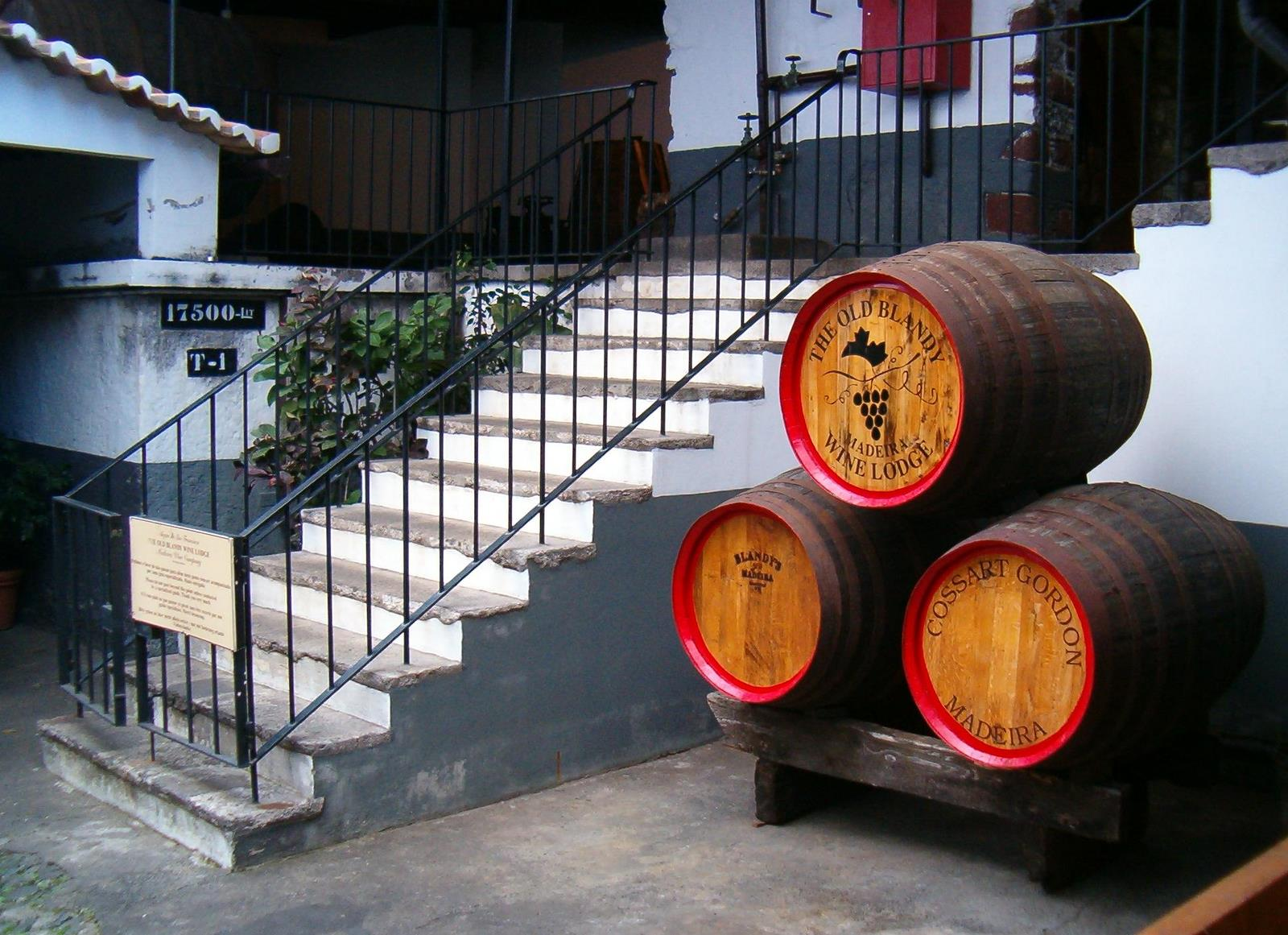
На території музею мадери

У 15—16 століттях завдяки своєму географічному розташуванню острів Мадейра став одним з найважливіших центрів мореплавства Атлантичного океану, через який проходили сотні комерційних кораблів, що вели торгівлю з усією Європою. Архітектурна і музейна спадщина острова є дуже різноманітною, що має величезне культурне значення. Наприклад, у Музеї сакрального мистецтва (порт. Museu de Arte Sacra) можна побачити рідкісні картини 16—18 століть на релігійну тематику, а також дивовижні зразки скульптури та ювелірного мистецтва. У Музеї-садибі Хрестів (порт. Museu da Quinta das Cruzes) зібрані унікальні колекції старовинних португальських і закордонних меблів починаючи з 16 століття, порцеляна з Індії та Європи 17 століття, рідкісні вироби зі слонової кістки, а також картини і гравюри починаючи з 16 століття. Музей виноробства займає цілий палац, побудований у 19 столітті в стилі неокласицизму і разом з прилеглими підвалами зберігає не тільки фотографії і гравюри на виноробну тематику, але і зразки обладнання, що використовувалось протягом історії виробництва мадери. Музей китобійного промислу в Канісалі є відносно новим, оскільки був відкритий у 1990 році. Його експонати разом з типовим китобійним кораблем показують важливість полювання на цих ссавців, яке ще не так давно було важливим сектором в економіці острова.

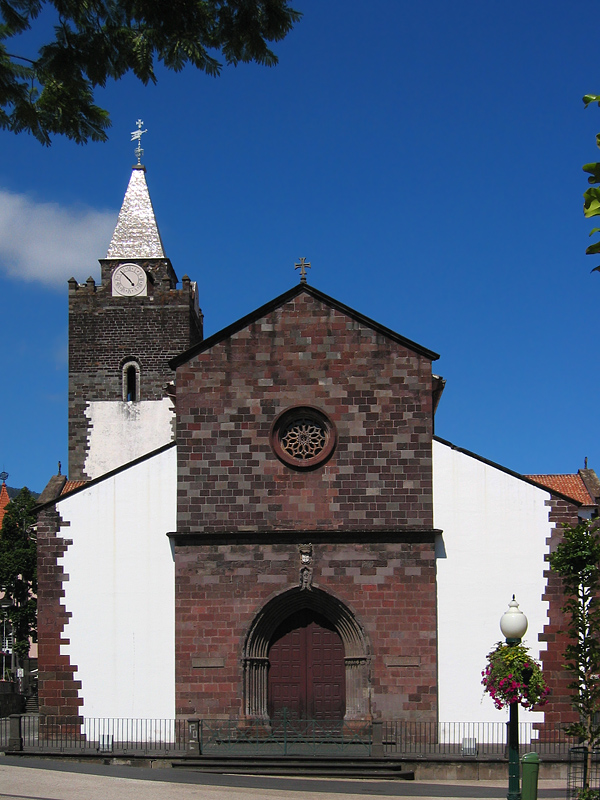
Собор Фуншала

Стеля головного собору Фуншала, — Кафедрального (порт. Sé Catedral), виготовлена з різьбленого дерева, що заготовлялось у місцевих лісах. У самій же будівлі собору, зведеній у 1514 році, оригінально поєднуються впливи різних архітектурних стилів: центральна брама виконана в готичному стилі, а його вівтар містить позолочені деталі 16 століття, що виконані у характерному для тогочасної Португалії стилі мануеліно. Гордістю острова є церква Святого Євангеліста (порт. Igreja de São Envagelista), що була побудована єзуїтами. Вівтар цієї церкви був виготовлений у 17 столітті з елементами золота. Там же можна побачити елементи з типового в Португалії блакитного кахлю та картини 16—18 століть.

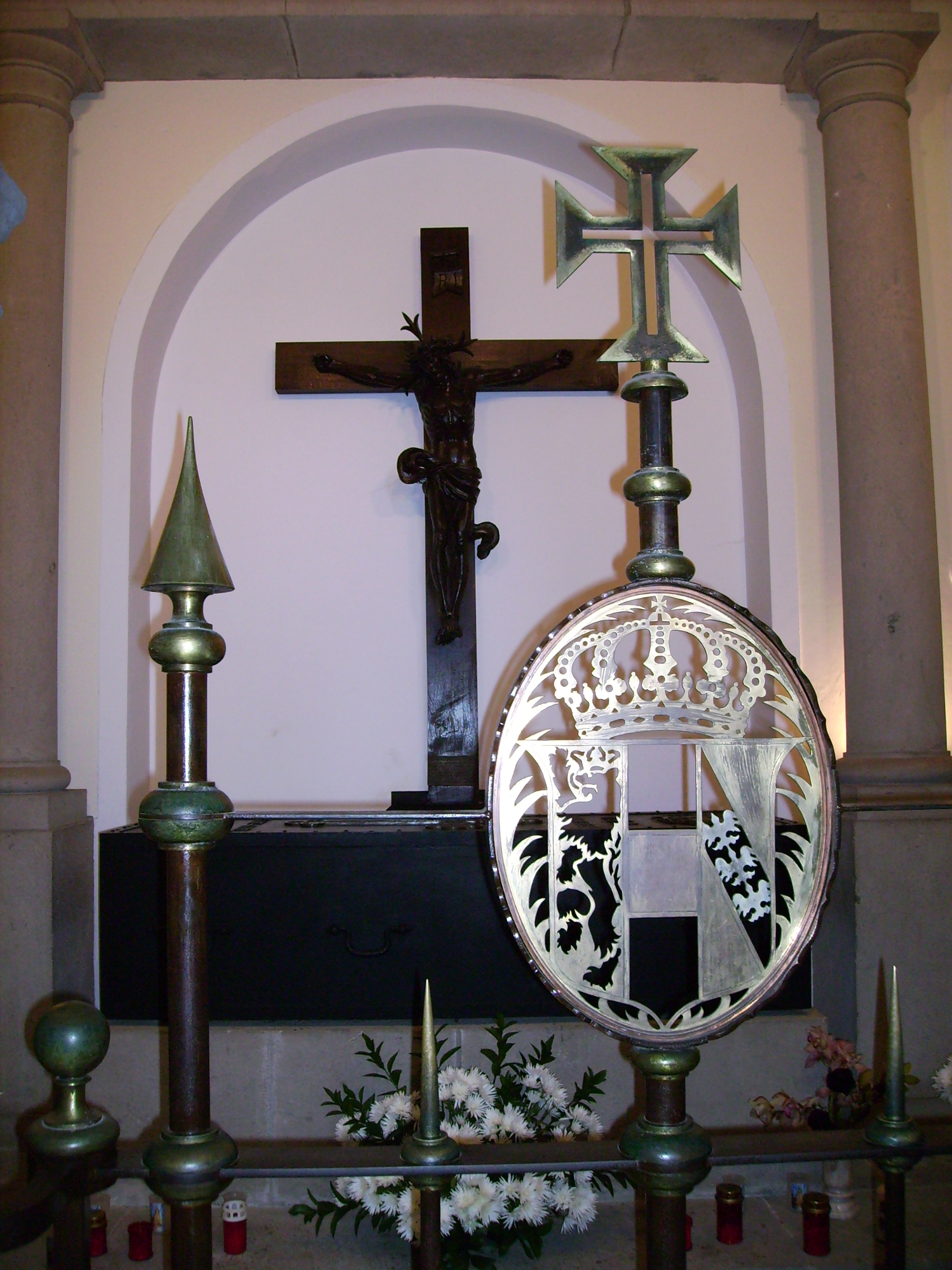
Саркофаг Карла І

Проте найбільший інтерес викликає побудована у 18 столітті церква Монте, де в невеликій боковій каплиці похований останній правитель династії Габсбурґів, імператор Австрії, король Угорщини і Богемії, Карл Перший, який помер на острові 1 квітня 1922 року. Пізніше, 3 жовтня 2004 року Карла Першого було беатифіковано Папою Римським Іваном Павлом Другим.
Численні садиби острова, що в минулому були місцями проживання королів, принців, політиків, письменників і артистів, сьогодні становлять його архітектурну спадщину. У 19 столітті бути власником садиби на Мадейрі вважалося престижним. Багато відомих людей прагнули придбати садибу на території острова.

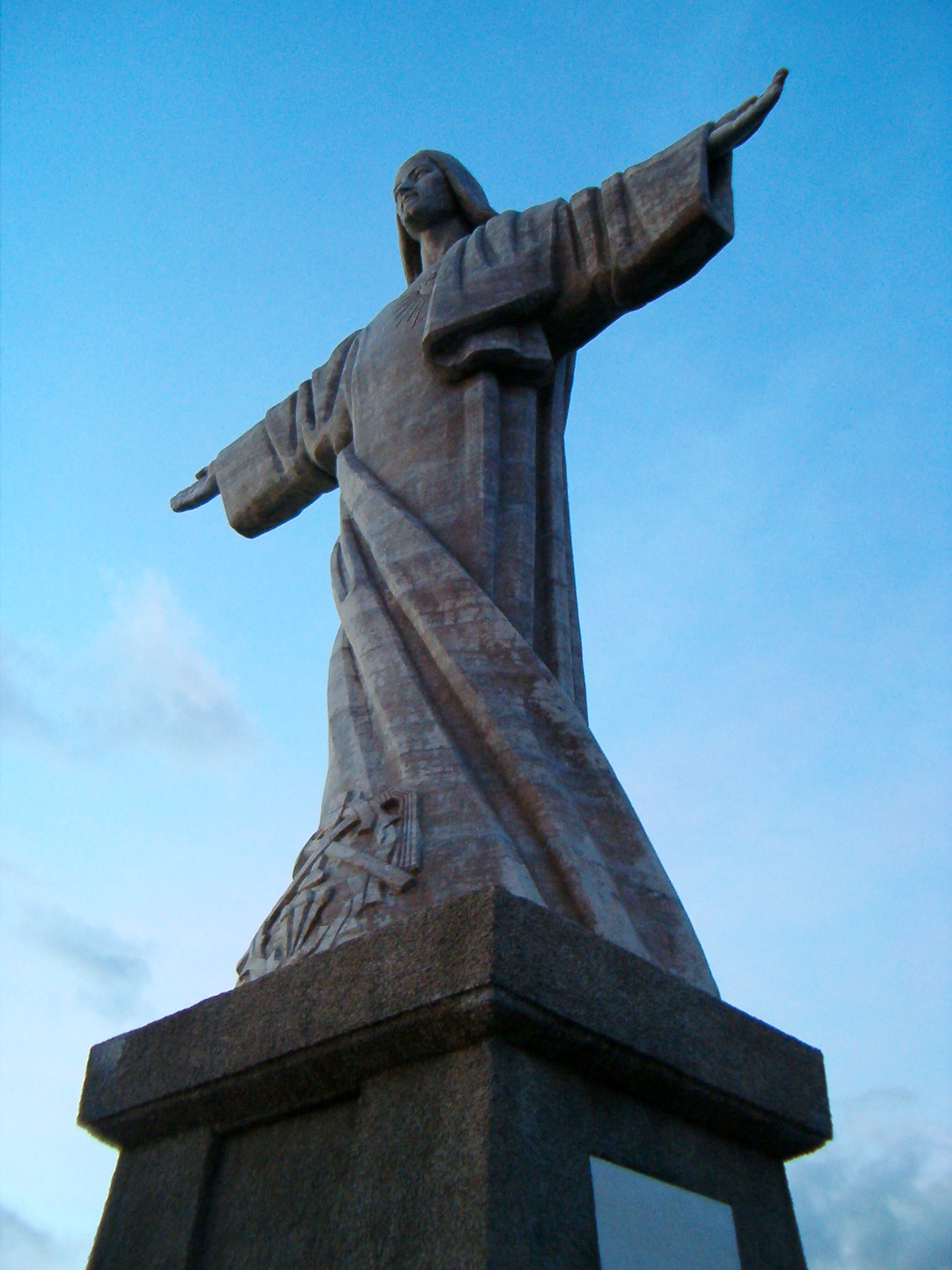
Статуя Святого Серця Христового

Визначною пам'яткою острова і одним з символів християнства є Статуя Святого Серця Христового (порт. Sagrado Coração de Jesus), що знаходиться у місті Канісу і являє собою фігуру Спасителя з відкритими для обійм руками. Цю статую було зведено у 1927 році ще задовго до її аналогів — статуй Спасителя в Ріо-де-Жанейро та в Алмаді.
До інших важливих архітектурних пам'яток острова належить будівля Регіонального парламенту Мадейри, так звана «асамблея», побудована за наказом короля Мануела Першого у 1508 році.
Муніципальний театр ім. Балтазара Діаша знаходиться у самому центрі Фуншала. Внутрішня частина його стелі містить значну кількість відлитих елементів у стилі епохи романтизму, а сам театр має чотири яруси.
Головна фортеця острова, що називається Палацом Сан-Лоренсу, протягом свого існування зазнавав декількох реконструкцій. У наш час[коли?] він є офіційною резиденцією Прем'єр-Міністра Португалії і військового коменданта острова.
Фортифікація Сантьягу, побудована на початку 16 століття, сьогодні являє собою Музей сучасного мистецтва (порт. Museu de Arte Contemporânea), в якому виставлені не тільки колекції португальського мистецтва починаючи з 1960-х років, але і тимчасові експозиції робіт різних художників і митців сучасності.

## Культура і традиції
Населення острова суворо дотримується багатолітніх культурних традицій і прагне зберегти їх народний дух. Карнавал на Мадейрі, як і в інших католицьких країнах, відбувається у вівторок за 40 днів до Великодня. Проте народні гуляння починаються ще з суботи, коли процесія прямує центром Фуншала, причому щороку тема карнавальних костюмів є різною і відповідає певній події в історії Португалії. В процесії беруть участь тисячі людей, заповнюючи вулиці міста музикою та радістю, а різнокольорові костюми учасників і декорація вулиць приваблюють багато глядачів і танцюристів з інших країн. Відразу після Великодня настає черга Свята квітів (порт. Festa da Flor), коли основні вулиці Фуншала прикрашають екзотичними квітками яскравих кольорів з приємними ароматами, а святкові гуляння супроваджуються наповненими квітками возами, кожен з яких є алегорією певної історичної події. У Фуншалі існує дуже гарна традиція — напередодні Свята квітів на головній площі міста збираються тисячі дітей для викладення квітів у формі стіни, або як її називає місцеве населення, — «стіни надії» (порт. Muro da Esperança).

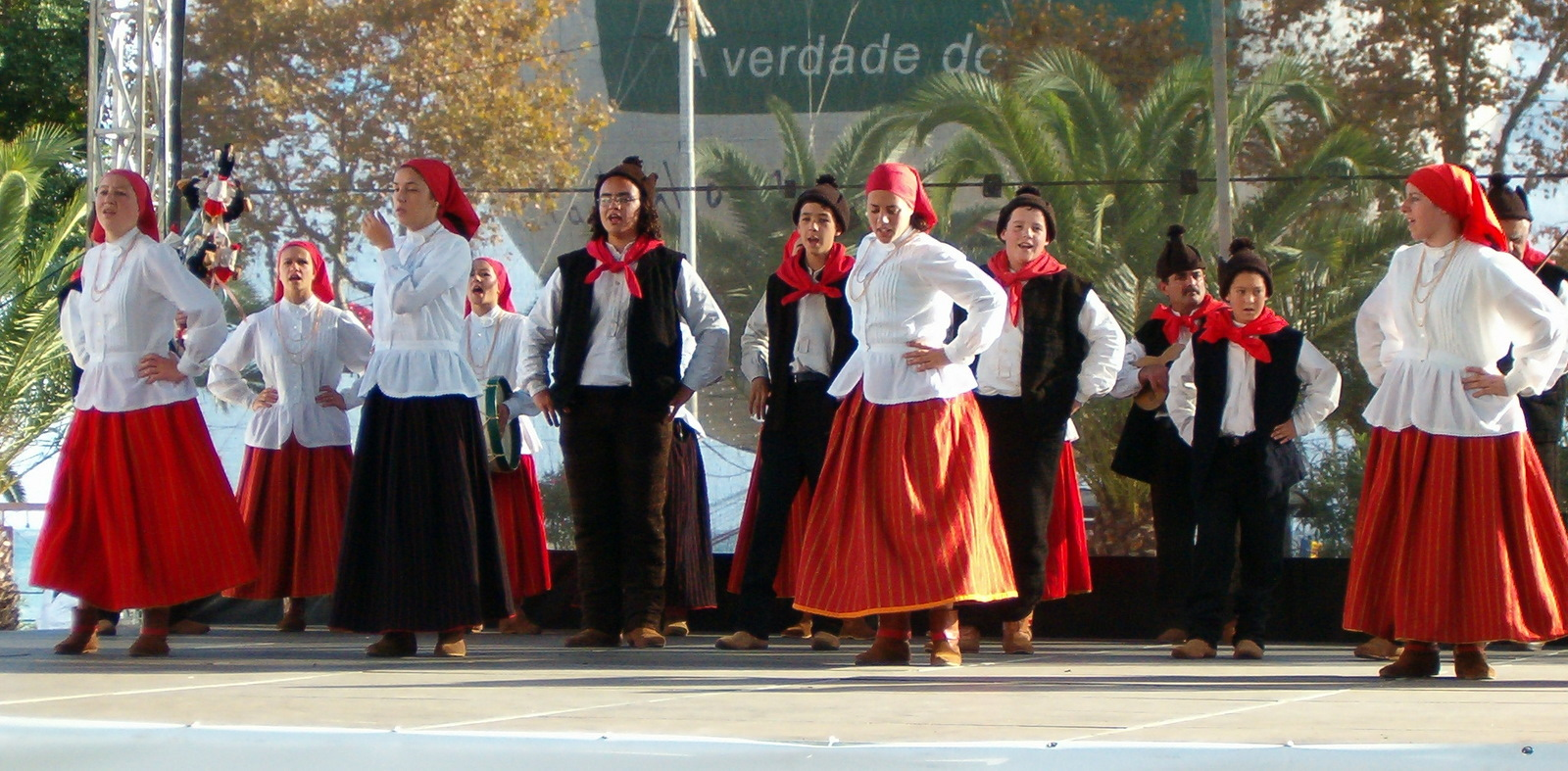
Виступ однієї з фольклорних груп

Крім цих щорічних свят, які добре відомі за межами острова, організуються традиційні концерти, вистави, виступи фольклорних груп. У вересні, коли на всій території острова починається збір винограду, відмічають Свято вина. А на честь вина мадери тут щороку проводиться один з етапів Чемпіонату Європи з автоперегонів — Ралі «Віню да Мадейра», що водночас є найбільшою спортивною подією усього регіону.
Без сумніву, зустріч Нового року на Мадейрі є незабутнім враженням завдяки феєрверку, — грандіозного видовища, що здійснюється з близько 50 установок і триває понад 10 хвилин. Ці та інші події роблять острів цілорічним святом.